# 北海道乳業協会の会員一覧
北海道乳業協会の会員一覧（ほっかいどうにゅうぎょうきょうかいのかいいんいちらん）は北海道乳業協会の会員を一覧にしたものである。

## 会員一覧
（順不同）

### 雪印メグミルク
- 雪印メグミルク（株）
- 北海道札幌市東区苗穂町6-1-1

### 新札幌乳業
- 新札幌乳業（株）
- 北海道札幌市厚別区厚別東4-1-1

### 明治
- （株）明治北日本支社札幌オフィス
- 北海道札幌市中央区北3条西11-2-3

### サツラク農業協同組合
- サツラク農業協同組合
- 北海道札幌市東区丘珠町573-27

### 北海道保証牛乳
- 北海道保証牛乳（株）
- 北海道小樽市桂岡町3-8

### まちむら農場
- （株）町村農場
- 北海道江別市篠津183

### 森永乳業
- 森永乳業（株） 北海道支店
- 北海道札幌市白石区流通センター1-11-17

### くみあい乳業
- くみあい乳業（株）
- 北海道旭川市永山北2条10丁目6-3

### 倉島乳業
- 倉島乳業（株）
- 北海道岩内郡岩内町字宮園225

### 小林牛乳
- （有）小林牛乳
- 北海道檜山郡江差町字檜岱172

### 北海道乳業
- 北海道乳業（株）
- 北海道函館市昭和3丁目6-6

### 函館酪農公社
- （株）函館酪農公社
- 北海道函館市中野町1118-17

### よつ葉乳業
- よつ葉乳業（株）
- 北海道札幌市中央区北4条西1丁目 北農ビル12階

### 小松牧場
- （有）小松牧場
- 北海道厚岸郡浜中町霧多布西4条1丁目127

### 森高酪農場
- 森高酪農場
- 北海道厚岸郡厚岸町宮園町184

### 原谷ミルクプラント
- 原谷ミルクプラント
- 北海道北見市留辺蘂町字温根湯花丘27

### 豊富牛乳公社
- （株）豊富牛乳公社
- 北海道天塩郡豊富町上サロベツ1184

### 北海道酪農公社
- （株）北海道酪農公社
- 北海道江別市工栄町16

### 高梨乳業
- 高梨乳業（株）北海道工場
- 北海道厚岸郡浜中町茶内44-2

### ノースプレインファーム
- ノースプレインファーム（株）
- 北海道紋別郡興部町北興116

### 北海道日高乳業
- 北海道日高乳業（株）
- 北海道沙流郡日高町富川東2-920

### ミルクの郷
- （株）ミルクの郷
- 北海道札幌市東区丘珠町573-27

### パパラギ
- （株）パパラギ
- 北海道中川郡池田町字昭栄209-2

### 西原牧場
- 合同会社西原牧場
- ノルディックファーム酪農工場
- 北海道紋別郡遠軽町生田原伊吹131-3

### 牧家
- （株）牧家
- 北海道札幌市中央区大通西5丁目8 昭和ビル5階

### べつかい乳業興社
- （株）べつかい乳業興社
- 北海道野付郡別海町別海常磐町132-2

### 十勝浦幌森永乳業
- 十勝浦幌森永乳業（株）
- 北海道十勝郡浦幌町字材木町1